# Mancomunidad de Municipios de la Costa del Sol-Axarquía
La Mancomunidad de Municipios de la Costa del Sol-Axarquía es una institución integrada por los 31 municipios de la comarca de la Axarquía provincia de Málaga (Andalucía, España), entre los que destacamos los cinco del litoral, que son: Rincón de la Victoria, Vélez-Málaga, Algarrobo, Torrox y Nerja, situados todos ellos en el sector oriental de la Costa del Sol. 
Tiene como función gestionar de forma conjunta una serie de servicios como los servicios de recogida de residuos sólidos urbanos, el fomento y promoción del turismo, urbanismo, desarrollo de proyectos nacionales y europeos, actividades en cultura, bienestar social, deporte, formación y la gestión del agua, tanto en lo que se refiere al suministro como en lo relativo al saneamiento (depuración). Tiene su sede en la municipio de Vélez-Málaga.